# Simon (métropolite de Moscou)
Pour les articles homonymes, voir Simon.
Simon (mort le 28 janvier 1512 à Moscou) fut métropolite de Moscou et de toute la Russie de 1495 à 1511.